# Impianto telefonico
Un impianto telefonico, nel campo delle telecomunicazioni è un impianto tecnologico che nella telefonia fissa viene allestito in un edificio per predisporre punti di connessione degli apparecchi telefonici. Tali punti di connessione sono chiamati prese telefoniche.
Se l'impianto telefonico permette anche telefonate interne (cioè telefonate che non passano per la rete telefonica generale) tra i telefoni collegati alla prese telefoniche, l'impianto telefonico è anche una rete telefonica (una rete telefonica privata). In questo caso l'impianto telefonico presenta uno o più centralini telefonici (anche chiamati PBX o PABX). Il centralino telefonico eventualmente può essere inglobato in un telefono o, nel caso di telefonia IP, in un router.